# Горская (платформа)
Го́рская — платформа Сестрорецкого направления Октябрьской железной дороги. Расположена в посёлке Лисий Нос Приморского района и городе Сестрорецке Курортного района Санкт-Петербурга. Выходит к Приморскому шоссе и Большой Горской улице.
На платформе останавливаются все электропоезда, проходящие через неё. Платформа находится на однопутном участке между станцией Лисий Нос и платформой Александровская, с правой стороны пути (если ехать в Сестрорецк). Слева проходит Приморское шоссе.
Деревянное одноэтажное здание вокзала было построено одновременно со станцией в 1894 году. В 2000-х в нём работал магазин. До настоящего времени сохранились подлинные стены. Не позднее 2011 года здание было заброшено.  30 января 2024 года вокзал получил статус выявленного объекта культурного наследия.
Платформа была устроена одновременно с пуском участка Раздельная — Сестрорецк Приморской Санкт-Петербург-Сестрорецкой железной дороги 26 ноября 1894 года. Поначалу она называлась Лисий Нос, а спустя год её переименовали в Горскую.
1 июня 1952 года сестрорецкая линия была электрифицирована.

## Общественный транспорт
Автобусные маршруты:
- № 101  «Старая Деревня» — Кронштадт, Ленинградская пристань
- № 101Э  «Старая Деревня» — Кронштадт, Гражданская улица
- № 211  «Чёрная Речка» — Зеленогорск, вокзал
- № 211Э  «Чёрная Речка» — Зеленогорск, вокзал
- № 215 Сестрорецк, улица Володарского — Кронштадт, Гражданская улица
- № 216  «Беговая» — Сестрорецк, Курортная улица
- № 216А  «Старая Деревня» — Сестрорецк, улица Борисова
- № 303 Туристская улица — Матросская улица
- № 307 Сестрорецк, Курортная улица — проспект Муромцева (только в одну сторону)
- № 309 Проспект Муромцева — Сестрорецк, Курортная улица (только в одну сторону)
- № 600  «Беговая» — Первомайское, больница
- № 809п  «Девяткино» — Приветнинское
- № 827  «Гражданский проспект» — Каменка

## Иллюстрации

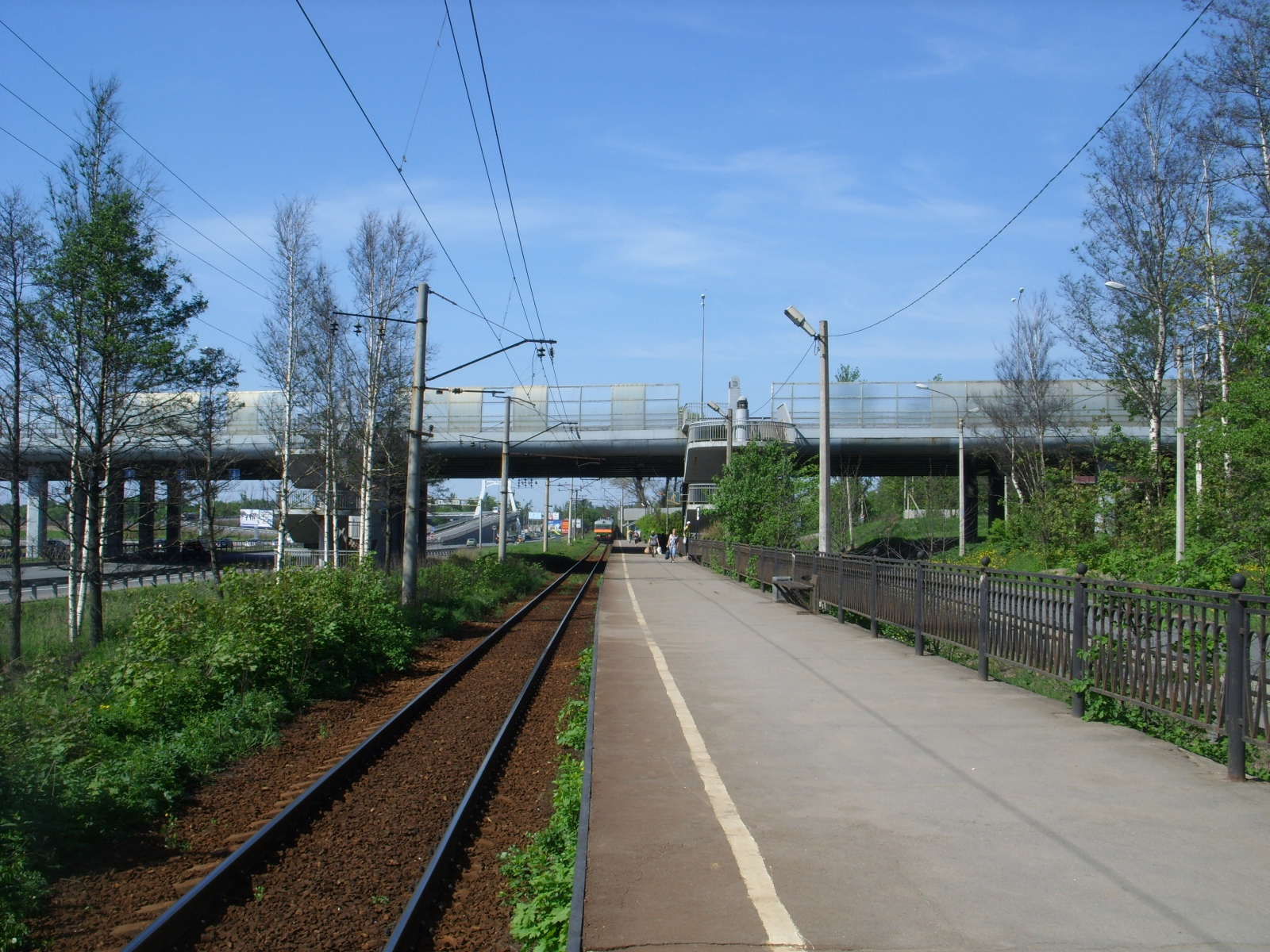
Вид в сторону Сестрорецка
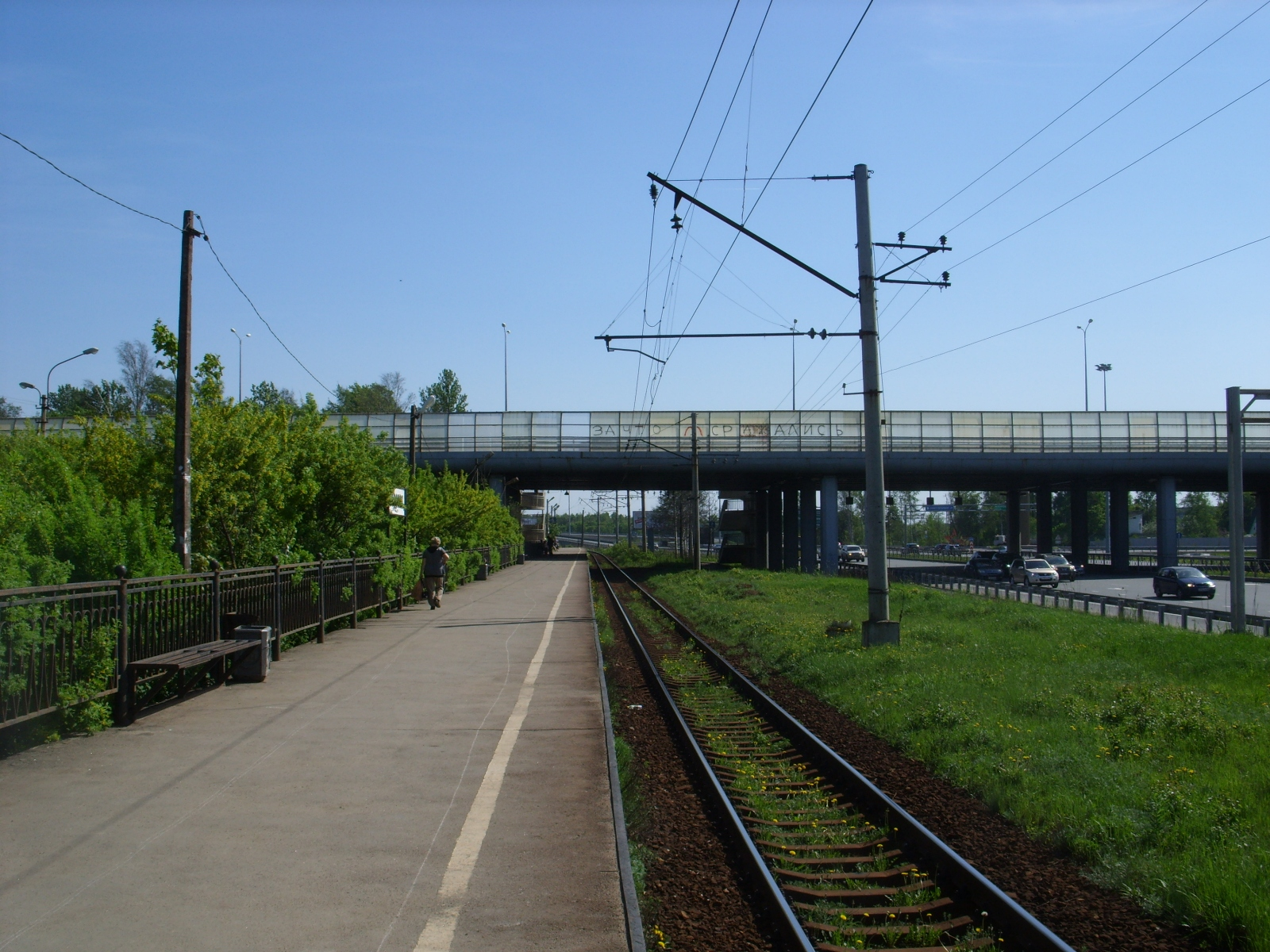
Вид в сторону Санкт-Петербурга
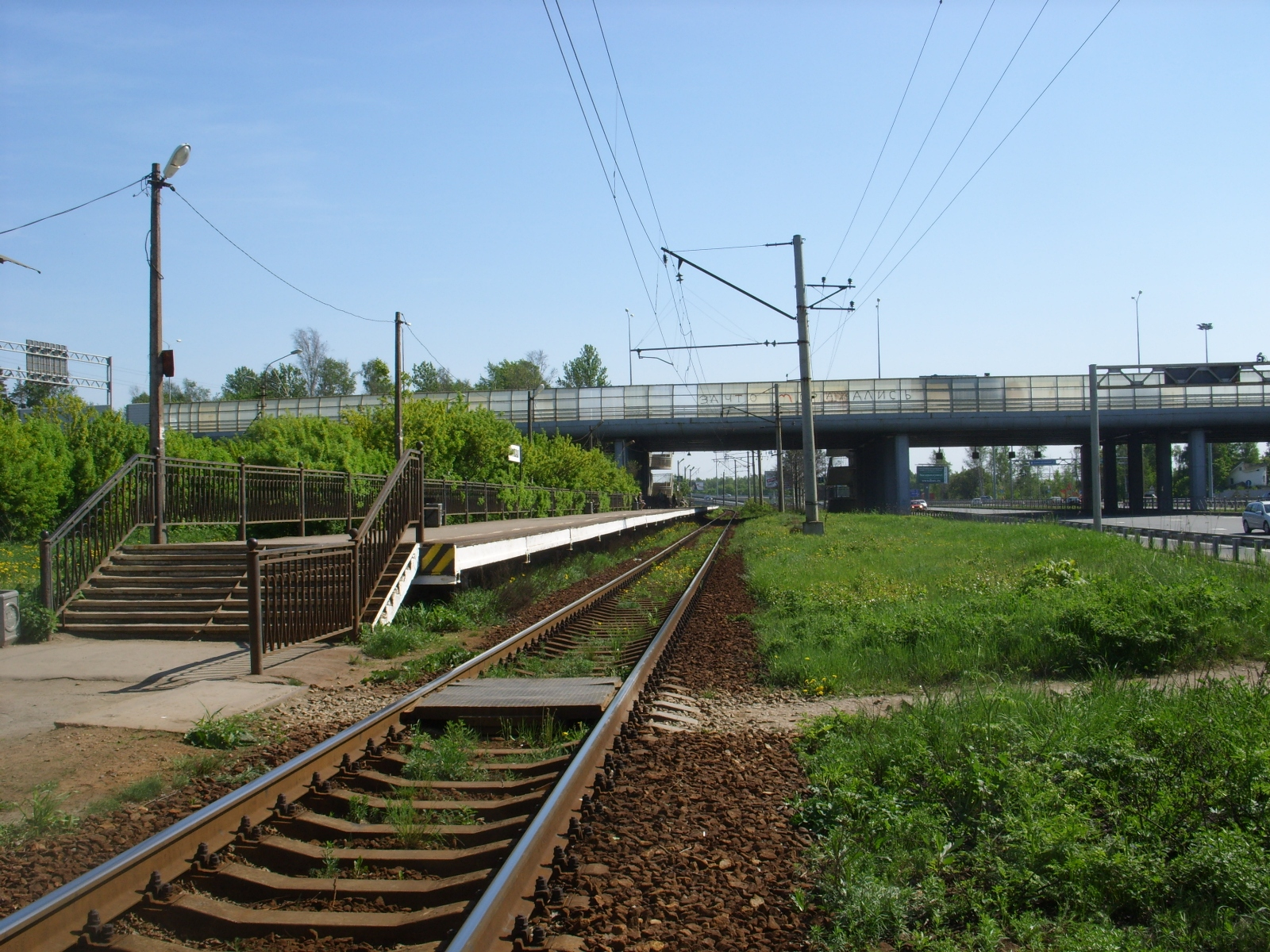
Платформа, вид сбоку
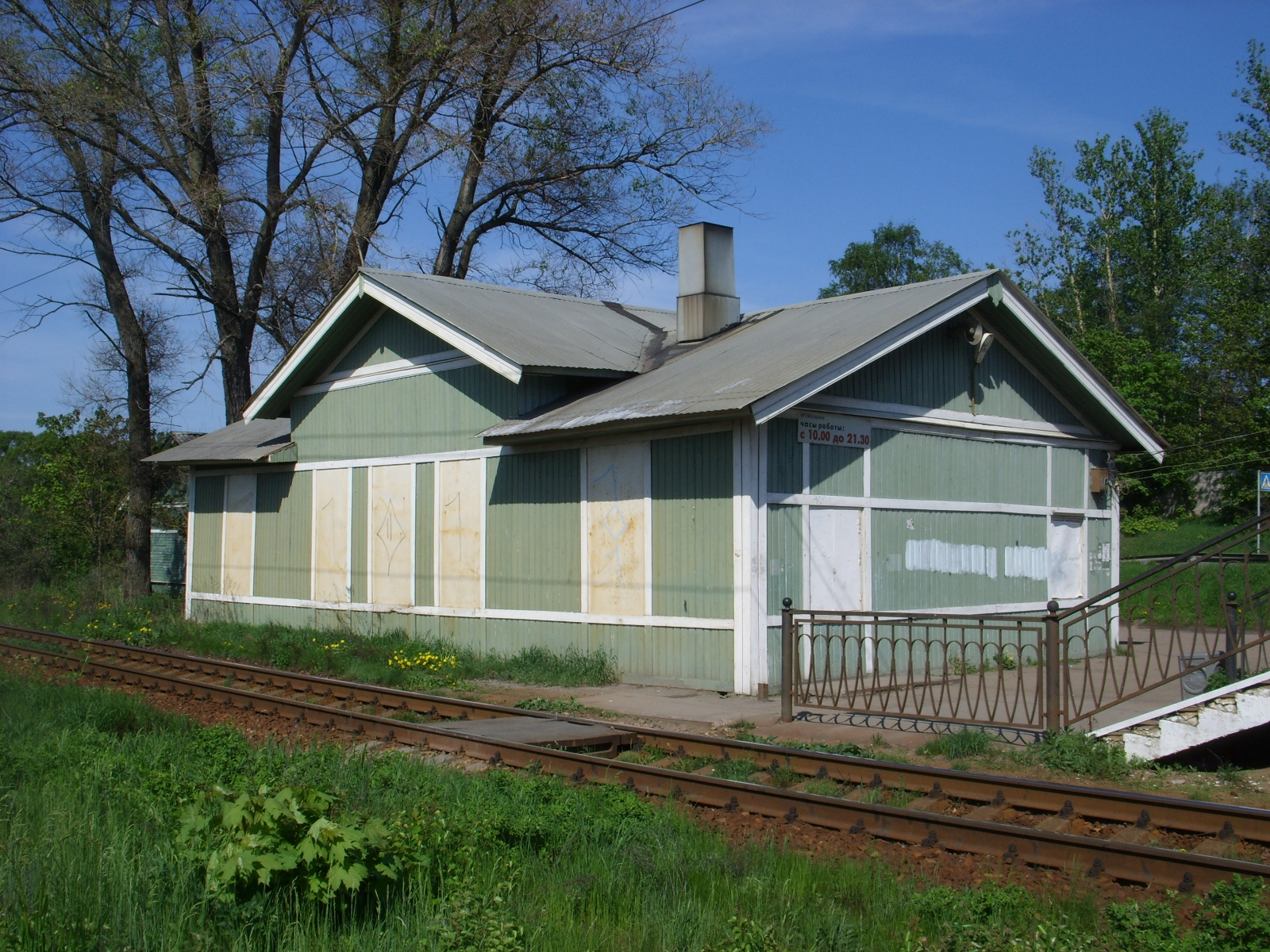
Бывшее здание вокзала
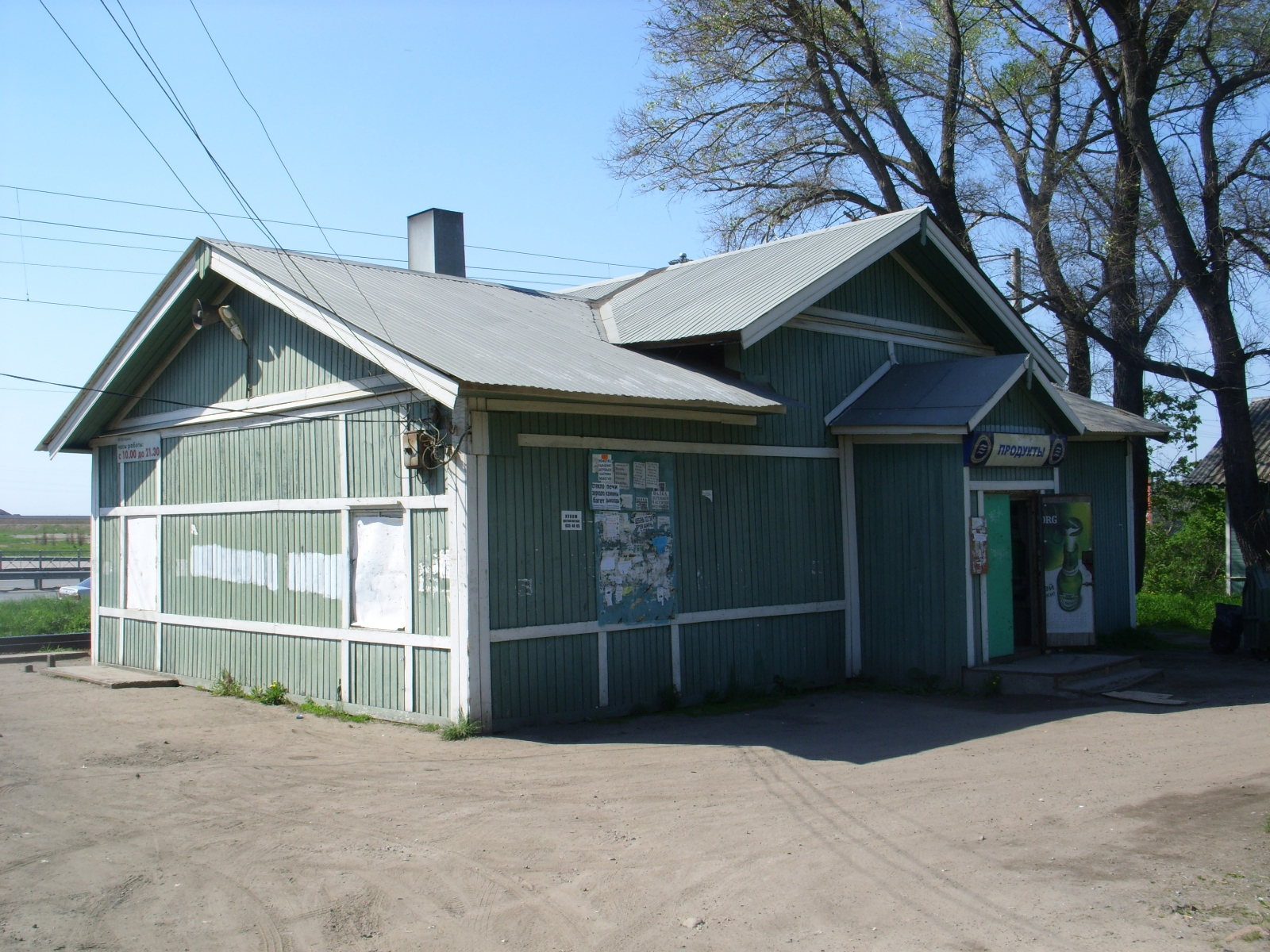
Бывшее здание вокзала, вид со стороны посёлка
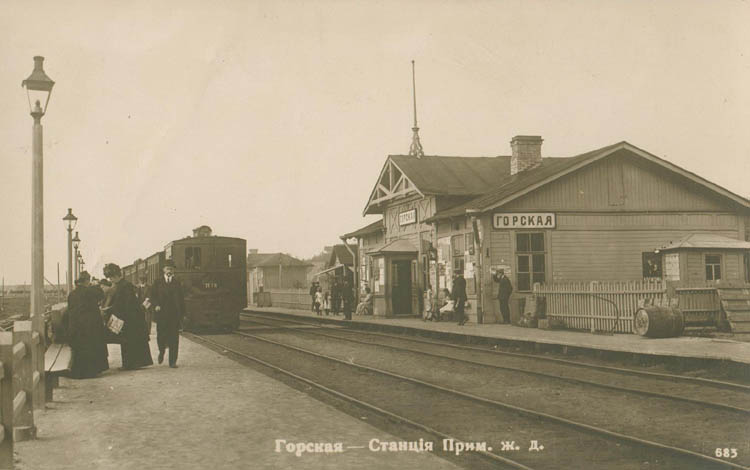
Прибытие поезда на станцию. Фото после 1904 г.